# NGC 2103
NGC 2103 ist die Bezeichnung eines Emissionsnebels im Sternbild Mensa.
Das Objekt wurde am 23. Dezember 1834 von dem Astronomen John Herschel entdeckt.